# 大角咀道
大角咀道（英語：Tai Kok Tsui Road）是香港一條道路，在九龍大角咀，界限街以南，櫻桃街以北，途經不少中匯街、大全街、埃華街及利得街唐樓群。大角咀道之上方，有一條名為西九龍走廊西的行車天橋，串通渡船街及通州街。

## 鄰近
- 港灣豪庭
- 大同新邨
- 通州街公園
- 亮賢居
- 劉皇發中學
- 九龍殯儀館
- 福全街
- 櫸樹街

## 交匯街道

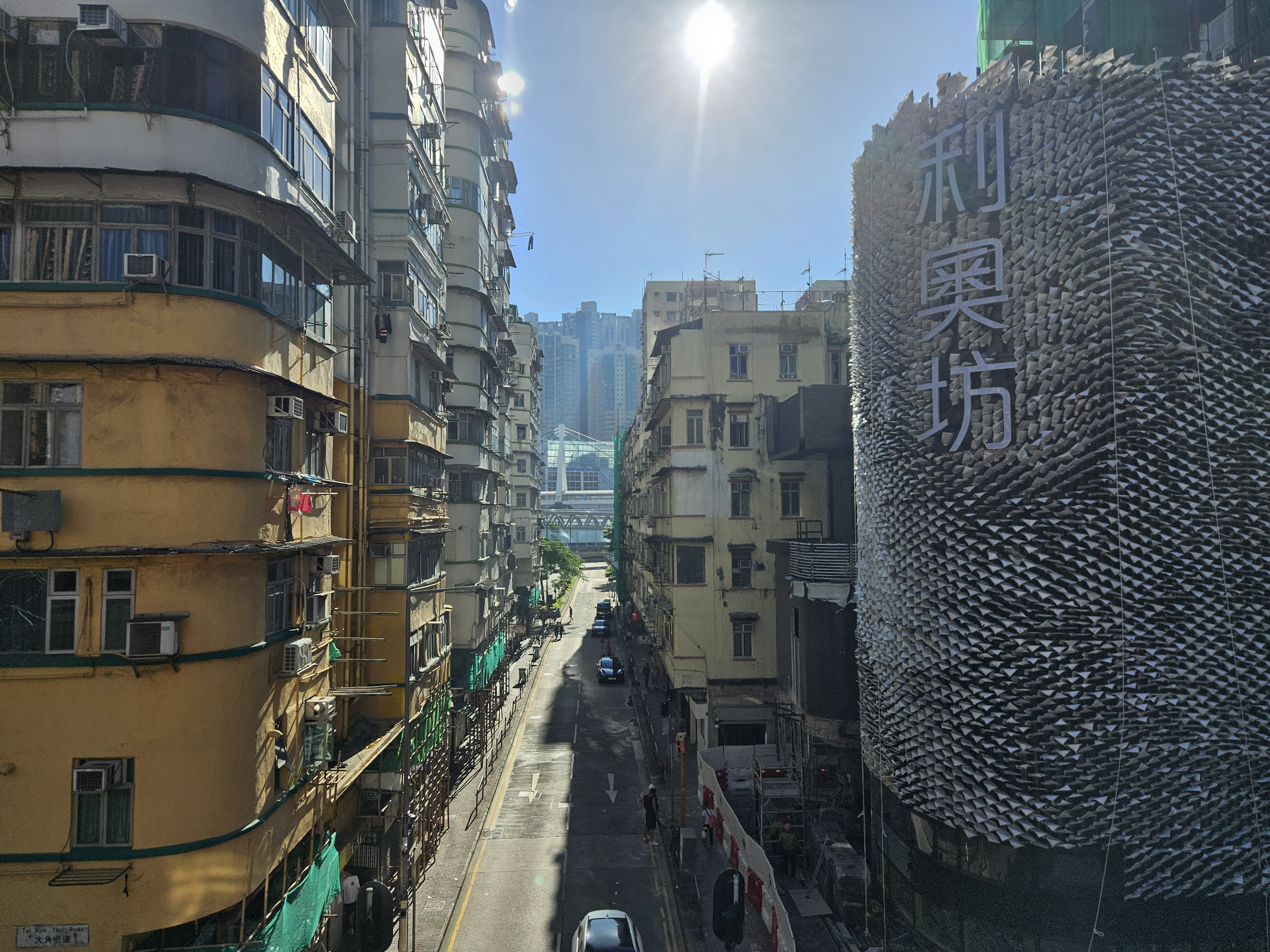
博文街

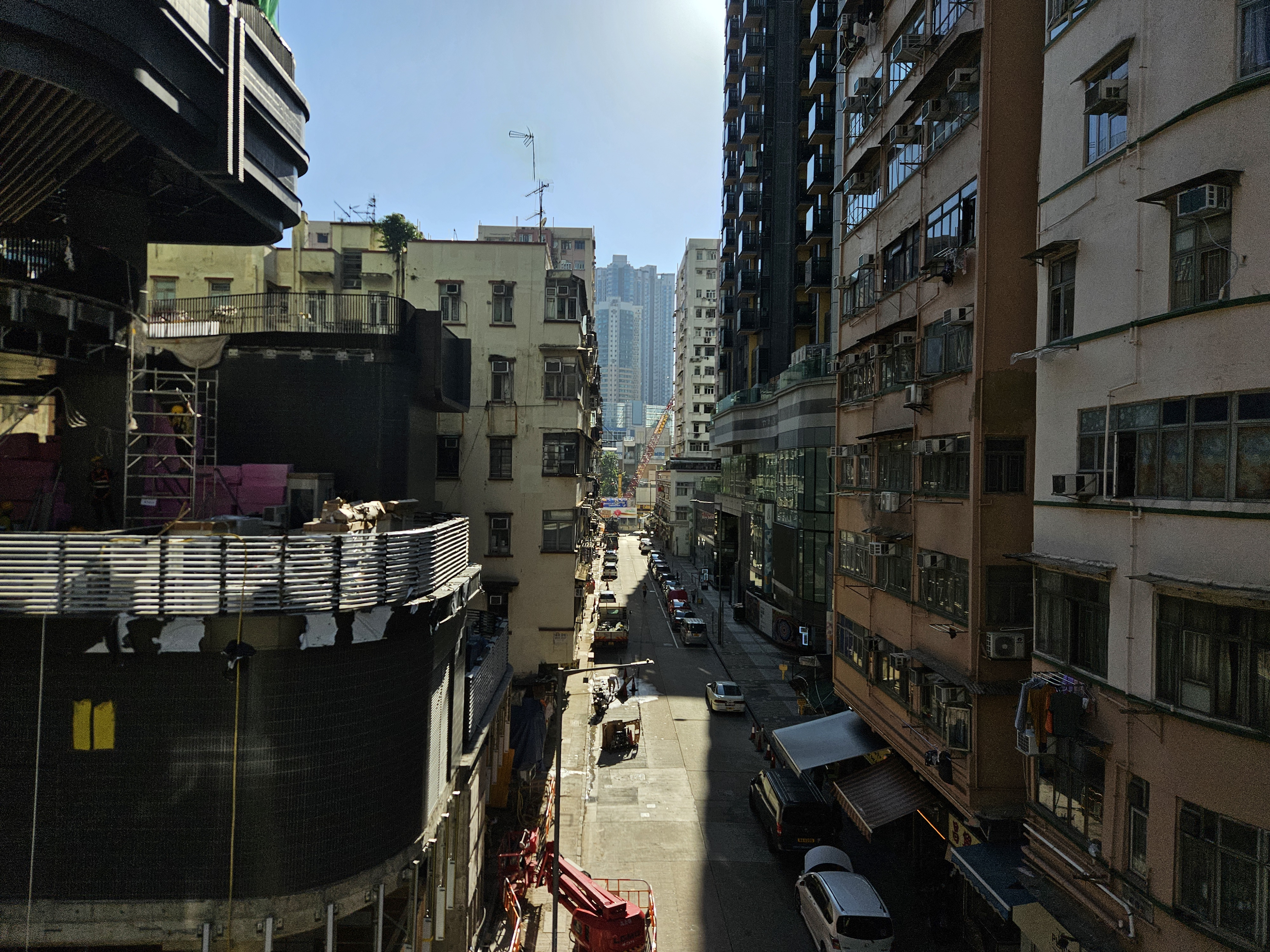
嘉善街

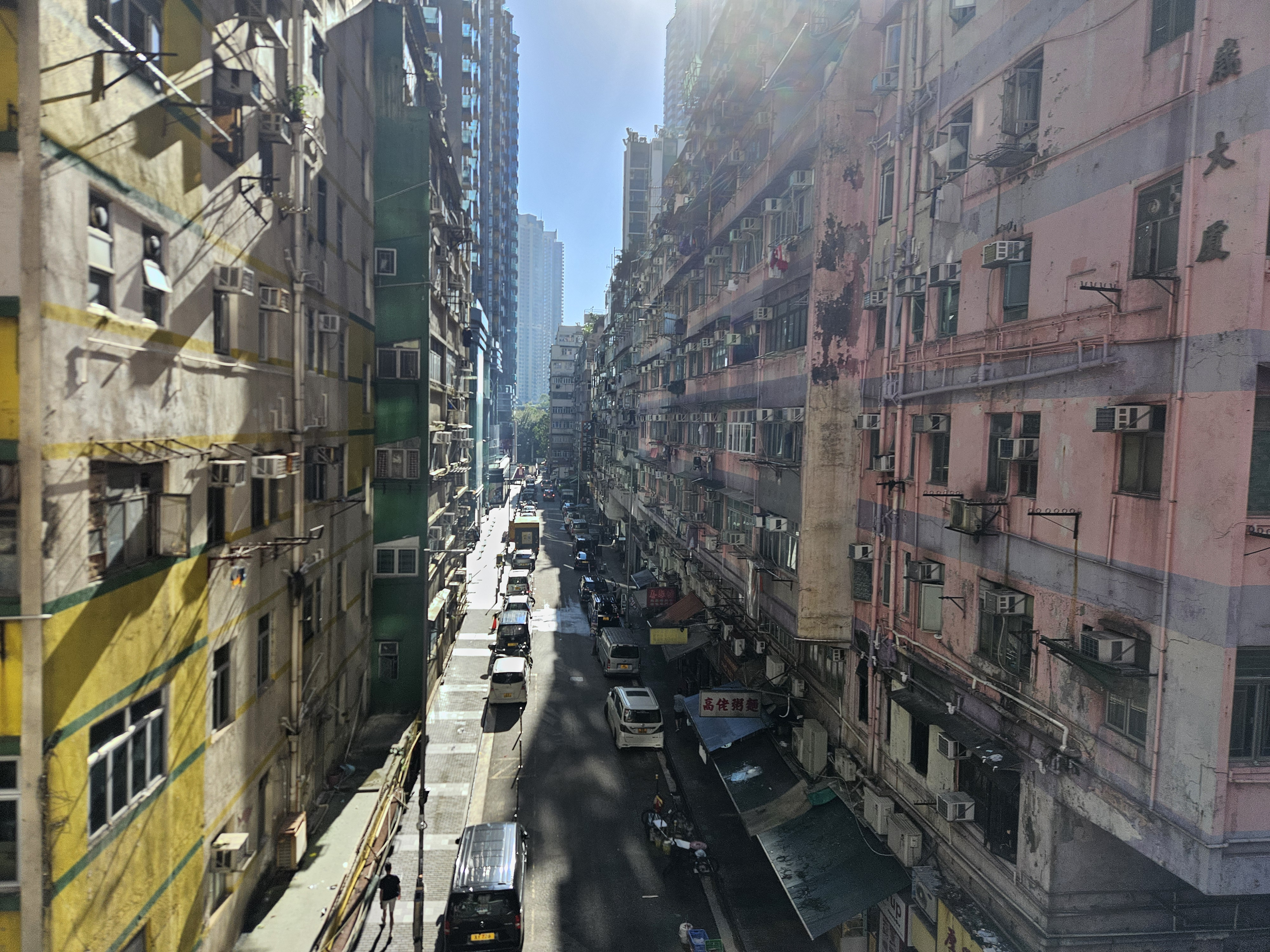
利得街

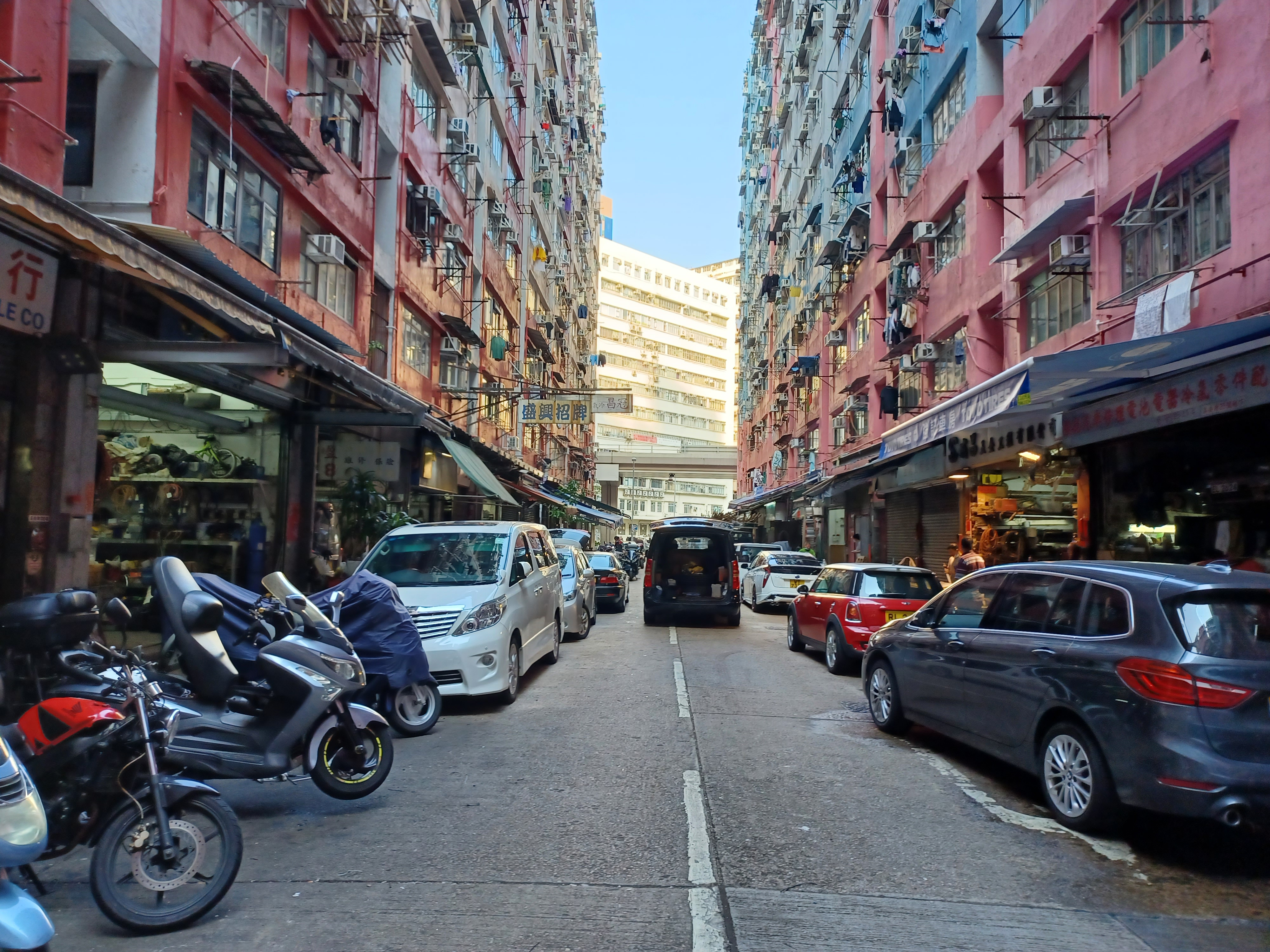
美安街

- 櫻桃街
- 富貴街
- 櫸樹街
- 博文街
- 嘉善街
- 福澤街
- 晏架街
- 利得街
- 埃華街
- 大全街
- 中匯街
- 美安街
- 福全街
- 惠安街
- 福利街
- 必發道
- 聚魚道
- 通州街
- 柳樹街
- 詩歌舞街
- 界限街